# Ben Shepherd
Ben Shepherd, född 20 september 1968 på Okinawa och uppvuxen i Seattle, är en amerikansk musiker. Shepherd ersatte Hiro Yamamoto som basist i rockbandet Soundgarden och spelade i bandet från 1990 till splittringen 1997. När Soundgarden återförenades 2010, återkom Shepherd som basist.

## Diskografi i urval

### Soundgarden
Studioalbum
- 1991 – Badmotorfinger
- 1994 – Superunknown
- 1996 – Down on the Upside
- 2012 – King Animal

EP
- 1995 – Songs from the Superunknown

Livealbum
- 2011 – Live on I-5

Samlingsalbum
- 1997 – A-Sides
- 2010 – Telephantasm